# Sainte-Pallaye
Sainte-Pallaye é uma comuna francesa na região administrativa de Borgonha-Franco-Condado, no departamento de Yonne. Estende-se por uma área de 4,05 km². Em 2010 a comuna tinha 110 habitantes (densidade: 27,2 hab./km²).